# Winter X Games XXIII
Navigation
Édition précédente Édition suivante
Les Winter X Games XXIII (en français : 23e édition des Jeux extrêmes hivernaux) est une compétition sportive annuelle de ski et de snowboard freestyle des X Games, qui s'est déroulée du 24 au 27 janvier 2019 à Aspen, dans l'État du Colorado, aux États-Unis,.

## Palmarès

### Motoneige
| Épreuves                     | Or            | Argent              | Bronze          |
| ---------------------------- | ------------- | ------------------- | --------------- |
| Bike Cross — Adapté          | Mike Schultz  | Tyler Brandenburger | Kevin Royston   |
| Bike Cross — Élites          | Cody Matechuk | Jesse Kirchmeyer    | Brock Hoyer     |
| Bike Cross — Handisport      | Doug Henry    | Will Posey          | Leighton Lillie |
| Freestyle                    | Daniel Bodin  | Brett Turcotte      | Justin Hoyer    |
| Snow Bike — Ascension        | Logan Mead    | Travis Whitlock     | Jake Anstett    |
| Snow Bike — Meilleure Figure | Rob Adelberg  | Brett Turcotte      | Ethen Roberts   |

### Ski
| Épreuves            | Or               | Argent                 | Bronze         |
| ------------------- | ---------------- | ---------------------- | -------------- |
| Hommes — Big Air    | Birk Ruud        | Alex Beaulieu-Marchand | James Woods    |
| Hommes — Slopestyle | Alex Hall        | Alex Beaulieu-Marchand | Ferdinand Dahl |
| Hommes — Super Pipe | Alex Ferreira    | David Wise             | Nico Porteous  |
| Femmes — Big Air    | Mathilde Gremaud | Johanne Killi          | Kelly Sildaru  |
| Femmes — Slopestyle | Kelly Sildaru    | Sarah Höfflin          | Maggie Voisin  |
| Femmes — Super Pipe | Cassie Sharpe    | Kelly Sildaru          | Rachael Karker |

### Snowboard
| Épreuves                                          | Or                                | Argent                                | Bronze                                     |
| ------------------------------------------------- | --------------------------------- | ------------------------------------- | ------------------------------------------ |
| Hommes — Big Air                                  | Takeru Otsuka                     | Mark McMorris                         | Sven Thorgren                              |
| Hommes — Slopestyle                               | Mark McMorris                     | Rene Rinnekangas                      | Mons Røisland                              |
| Hommes — Super Pipe                               | Scotty James                      | Yuto Totsuka                          | Danny Davis                                |
| Femmes — Big Air                                  | Laurie Blouin                     | Zoi Sadowski-Synnott                  | Jamie Anderson                             |
| Femmes — Slopestyle                               | Zoi Sadowski-Synnott              | Hailey Langland                       | Enni Rukajärvi                             |
| Femmes — Super Pipe                               | Chloe Kim                         | Queralt Castellet                     | Cai Xuetong                                |
| Hommes — Knuckle Huck                             | Fridtjof S. Tischendorf           | N/A                                   | N/A                                        |
| Slalom Parallèle Unifié — Spécial Jeux Olympiques | États-Unis Chris Klug Henry Meece | Chili Juan Guentrutrsipai Scotty Lago | États-Unis Christopher Perdue Mike Schultz |

## Tableau des médailles
| Rang               | Nation             | Or | Argent | Bronze | Total |
| ------------------ | ------------------ | -- | ------ | ------ | ----- |
| 1                  | États-Unis         | 7  | 5      | 8      | 20    |
| 2                  | Canada             | 3  | 5      | 2      | 10    |
| 3                  | Norvège            | 2  | 1      | 2      | 5     |
| 4                  | Australie          | 2  | 0      | 0      | 2     |
| 5                  | Estonie            | 1  | 1      | 1      | 3     |
| 5                  | Nouvelle-Zélande   | 1  | 1      | 1      | 3     |
| 7                  | Japon              | 1  | 1      | 0      | 2     |
| 7                  | Suisse             | 1  | 1      | 0      | 2     |
| 9                  | Suède              | 1  | 0      | 1      | 2     |
| 10                 | Finlande           | 0  | 1      | 1      | 2     |
| 11                 | Chili              | 0  | 1      | 0      | 1     |
| 11                 | Espagne            | 0  | 1      | 0      | 1     |
| 13                 | Chine              | 0  | 0      | 1      | 1     |
| 13                 | Grande-Bretagne    | 0  | 0      | 1      | 1     |
| Total (14 nations) | Total (14 nations) | 19 | 18     | 18     | 55    |